# La sguattera
La sguattera è un dipinto di Giuseppe Maria Crespi realizzato intorno al 1710. I critici concordano nel ritenere l'opera successiva al gruppo fiorentino realizzato per Ferdinando de' Medici e vi ravvisano un determinante influsso olandese e una affinità stilistica con opere coeve come il David e Abigail per il Cardinale Ruffo (1721-1728) di Palazzo Venezia o l'Annunciazione di Sarzana.
Fa parte della donazione Contini Bonacossi. 

## Mostre
Quest'opera è stata esposta nelle seguenti mostre: Bologna 1948, Parigi 1955, Parigi 1960-61, Bologna 1970, Bologna 1979.